# Aragvi
Reka Aragvi (gruzijsko: არაგვი) in njeno porečje sta v Gruziji na južnih pobočjih gorovja Kavkaz. Reka je dolga 112 kilometrov  ali 66 kilometrov , njeno porečje pa obsega površino 2724 kvadratnih kilometrov. Tla sestavljajo večinoma peščenjak, skrilavec in apnenec. Jez Zhinvali in hidroelektrarna moči 130 MW ustvarjata veliko elektrike Gruzije, njegova gradnja leta 1986 pa je ustvarila zbiralnik Zhinvali, nad čigar severozahodno obalo se dviga grad Ananuri s svojo cerkvijo Marijinega vnebovzetja iz 17. stoletja.

## Zmeda glede imena in poteka
Glede na etimologijo (beseda preprosto pomeni 'reka'), je natančen potek reke Aragvi vir nejasnosti. Reka ima več pomembnih pritokov, ki se vsi imenujejo aragvi:
Tetri Aragvi ('Bela Aragvi')  teče od Gudaurija do mesta Pasanauri, kjer se mu pridruži Šavi Aragvi ('Črna Aragvi') , glavna reka Gudamakari na severovzhodu. Ti dve reki skupaj nadaljujeta preprosto, kot Aragvi; od Pasanaurija Aragvi teče jugovzhodno do akumulacije Žinvali, kjer se ji pridružijo Pšav Aragvi (sama polni Khevsur Aragvi) , preden odteče proti jugu, da bi se združila z reko Kura / Mtkvari pri Mcheti, starodavni prestolnici severno od Tbilisija.

## Raba in infrastruktura
102 m visok in 415 m dolg jez Žinvali je eden največjih v Gruziji. Poleg tega, da proizvede do 130 MW električne energije, po 36,7 kilometra dolgi cevi oskrbujejo s pitno vodo Tbilisi in služi tudi za namakanje polj.

## Galerija
- Zbiralnik Žinvali
- Grad Ananuri
- Jez HE Žinvali na reki Aragvi
- Izvir reke Aragvi v severnem Gudauriju